# تيفروين
 تيفروين (بالإنجليزية: TIFAROUINE) هي جماعة قروية تابعة لإقليم الحسيمة ضمن جهة تازة الحسيمة تاونات بالمغرب. بلغ مجموع عدد سكان  تيفروين حسب إحصاءات 2004 حوالي 5669 نسمة يعيشون في 919 أسرة.

## التعليم
توجد في تيفروين ثانوية-إعدادية واحدة , أنشئت ضمن مخطط مشروع منارة المتوسط 2018 , توجد في دوار امهاجرن.

## إحصاء عام
| السنة | عدد السكان | عدد الأسر | عدد الأجانب |
| ----- | ---------- | --------- | ----------- |
| 1994  | 7436       | 1125      | °°°°        |
| 2004  | 5669       | 919       | 0           |